# Hygrochroa palma
Hygrochroa palma är en fjärilsart som beskrevs av Druce 1900. Hygrochroa palma ingår i släktet Hygrochroa och familjen silkesspinnare. Inga underarter finns listade i Catalogue of Life.